# Karabük (stad)
Karabük is een Turkse stad, en de hoofdstad van de gelijknamige provincie. De stad telde anno 2000 100.749 inwoners. In Karabük bevindt zich een belangrijke metaalindustrie. Het vroegere staatsbedrijf Kardemir was er actief; na de privatisering van Kardemir heet het bedrijf Demir Çelik.
Kardemir Karabükspor is de betaaldvoetbalclub van de stad en speelt haar wedstrijden in het Dr. Necmettin Şeyhoğlustadion.

## Geboren
- Ibrahim Kaş (1986), voetballer
- Mert Günok (1989), voetballer

Adana · Ankara · Antalya · Aydın · Balıkesir · Bursa · Denizli · Diyarbakır · Gaziantep · Kayseri · Mersin · Istanbul · İzmir · İzmit · Konya · Şanlıurfa
Adapazarı · Antiochië (Antakya) · Erzurum · Eskişehir · Kahramanmaraş · Malatya · Manisa · Mardin · Muğla · Altınordu · Samsun · Tekirdağ · Trabzon · Van
Adıyaman · Afyonkarahisar · Ağrı · Akhisar · Aksaray · Alanya · Batman · Bolu · Çanakkale · Ceyhan · Çorlu · Çorum · Darıca · Derince · Düzce · Edirne · Elazığ · Erzincan · Gebze · Giresun · İnegöl · İskenderun · Isparta · Karabük · Karaman · Kırıkkale · Kırşehir · Körfez · Kütahya · Lüleburgaz · Nazilli · Niğde · Osmaniye · Rize · Siirt · Sivas · Tarsus · Tokat · Turgutlu · Uşak · Yalova ·  Zonguldak
- Gemeinsame Normdatei: 4209926-2